# ファンダム (競走馬)
ファンダム（欧字名:Fandom、2022年2月13日 - ）は、日本の競走馬。主な勝ち鞍は2025年の毎日杯。
馬名の由来は、熱狂的なファン。その大規模なコミュニティ。母名より連想。

## 経歴

### 2024年（2歳）
9月8日中山芝1600mの2歳新馬戦で北村宏司を背に3番人気で出走。レースでは先団の2・3番手追走から直線で抜け出すと最後は好位からしぶとく脚を伸ばしてきた1番人気のシホリーンに1馬身差をつけデビュー戦を勝利で飾る。2歳シーズンはこの一戦のみで休養に入った。

### 2025年（3歳）
1月5日のリステッド競走・ジュニアカップで始動。道中は好位の4番手でレースを進め、直線で楽に抜け出すと最後は中団から追い上げてきたモンドデラモーレに3/4差をつけデビュー2連勝とする。3月29日に行われたGIII毎日杯では道中後方で脚を溜め、最後の直線で大外から末脚を繰り出すと逃げ粘るガルダイアをゴール前で差し切って重賞初制覇を果たすとともに、管理する辻哲英調教師及びサートゥルナーリア産駒にとっても初の重賞制覇となった。
そして、6月1日に東京競馬場で行われる日本ダービーに出走することが、4月23日に馬主のキャロットクラブが同クラブのホームページで明らかになった。

## 競走成績
以下の内容は、netkeiba.comおよびJBISサーチに基づく。
| 競走日     | 競馬場 | 競走名    | 格   | 距離（馬場）  | 頭 数 | 枠 番 | 馬 番 | オッズ （人気） | 着順 | タイム （上り3F） | 着差 | 騎手      | 斤量 [kg] | 1着馬（2着馬）       | 馬体重 [kg] |
| ---------- | ------ | --------- | ---- | ------------- | ----- | ----- | ----- | --------------- | ---- | ----------------- | ---- | --------- | --------- | -------------------- | ----------- |
| 2024.09.08 | 中山   | 2歳新馬   |      | 芝1600m（良） | 15    | 4     | 7     | 006.50（3人）   | 01着 | R1:32.8（33.4）   | -0.1 | 0北村宏司 | 55        | （シホリーン）       | 458         |
| 2025.01.05 | 中山   | ジュニアC | L    | 芝1600m（良） | 15    | 5     | 9     | 001.80（1人）   | 01着 | R1:25.6（37.7）   | -0.1 | 0北村宏司 | 57        | （モンドデラモーレ） | 470         |
| 0000.03.29 | 阪神   | 毎日杯    | GIII | 芝1800m（良） | 9     | 7     | 7     | 004.50（2人）   | 01着 | R1:45.9（32.5）   | -0.2 | 0北村宏司 | 57        | （ガルダイア）       | 470         |
| 0000.06.01 | 東京   | 東京優駿  | GI   | 芝2400m（良） | 18    | 3     | 6     | 010.80（4人）   | 14着 | R2:25.6（35.6）   | -1.9 | 0北村宏司 | 57        | クロワデュノール     | 470         |

- 競走成績は2025年6月1日現在

## 血統表
| ファンダムの血統                  | ファンダムの血統                      | ファンダムの血統                   | （血統表の出典）                   | （血統表の出典）    |
| 父系                              | キングマンボ系                        | キングマンボ系                     | キングマンボ系                     | [ § 2 ]             |
| 父 サートゥルナーリア 黒鹿毛 2016 | 父の父ロードカナロア 鹿毛 2008        | キングカメハメハ                   | Kingmambo                          | Kingmambo           |
| 父 サートゥルナーリア 黒鹿毛 2016 | 父の父ロードカナロア 鹿毛 2008        | キングカメハメハ                   | *マンファス                        |                     |
| 父 サートゥルナーリア 黒鹿毛 2016 | 父の父ロードカナロア 鹿毛 2008        | レディブラッサム                   | Storm Cat                          | Storm Cat           |
| 父 サートゥルナーリア 黒鹿毛 2016 | 父の父ロードカナロア 鹿毛 2008        | レディブラッサム                   | *サラトガデュー                    |                     |
| 父 サートゥルナーリア 黒鹿毛 2016 | 父の母シーザリオ 青毛 2002            | スペシャルウィーク                 | *サンデーサイレンス                | *サンデーサイレンス |
| 父 サートゥルナーリア 黒鹿毛 2016 | 父の母シーザリオ 青毛 2002            | スペシャルウィーク                 | キャンペンガール                   |                     |
| 父 サートゥルナーリア 黒鹿毛 2016 | 父の母シーザリオ 青毛 2002            | *キロフプリミエール                | Sadler's Wells                     | Sadler's Wells      |
| 父 サートゥルナーリア 黒鹿毛 2016 | 父の母シーザリオ 青毛 2002            | *キロフプリミエール                | Querida                            |                     |
| 母 ファナティック 鹿毛 2016       | 母の父ジャスタウェイ 鹿毛 2009        | ハーツクライ                       | サンデーサイレンス                 | サンデーサイレンス  |
| 母 ファナティック 鹿毛 2016       | 母の父ジャスタウェイ 鹿毛 2009        | ハーツクライ                       | アイリッシュダンス                 |                     |
| 母 ファナティック 鹿毛 2016       | 母の父ジャスタウェイ 鹿毛 2009        | シビル                             | Wild Again                         | Wild Again          |
| 母 ファナティック 鹿毛 2016       | 母の父ジャスタウェイ 鹿毛 2009        | シビル                             | *シャロン                          |                     |
| 母 ファナティック 鹿毛 2016       | 母の母*グレイトフィーヴァー 芦毛 1997 | Kaldoun                            | Caro                               | Caro                |
| 母 ファナティック 鹿毛 2016       | 母の母*グレイトフィーヴァー 芦毛 1997 | Kaldoun                            | Katana                             |                     |
| 母 ファナティック 鹿毛 2016       | 母の母*グレイトフィーヴァー 芦毛 1997 | My Great Hope                      | Simply Great                       | Simply Great        |
| 母 ファナティック 鹿毛 2016       | 母の母*グレイトフィーヴァー 芦毛 1997 | My Great Hope                      | Martingale                         |                     |
| 母系(F-No.)                       | グレイトフィーヴァー(FR)系(FN:1-p)    | グレイトフィーヴァー(FR)系(FN:1-p) | グレイトフィーヴァー(FR)系(FN:1-p) | [ § 3 ]             |
| 5代内の近親交配                   | サンデーサイレンス：S4×M4             | サンデーサイレンス：S4×M4          | サンデーサイレンス：S4×M4          | [ § 4 ]             |
| 出典                              | 1. 2. 3. 4.                           | 1. 2. 3. 4.                        | 1. 2. 3. 4.                        | 1. 2. 3. 4.         |

- 主な近親にGold-Fun（香港クラシックマイル）、Mkfancy（クリテリウムドサンクルー）